# Taqīya
Taqiya bzw. Taqīya (arabisch تقية, DMG Taqīya oder Taqiyya ‚Furcht, Vorsicht‘) ist ein bei verschiedenen schiitischen Gruppen geltendes Prinzip, wonach es bei Zwang oder Gefahr für Leib und Besitz erlaubt ist, rituelle Pflichten zu missachten und den eigenen Glauben zu verheimlichen.
Im sunnitischen Islam ist das Konzept zwar ebenfalls bekannt, doch hat es nicht in der Allgemeinheit Anwendung gefunden und wurde oft auch abgelehnt. Verheimlichung des eigenen Glaubens in Gefahrensituation gilt jedoch meist als zulässig. Der große Unterschied ist nach Ignaz Goldziher, dass Taqīya im schiitischen Islam eine „unerlässliche Pflicht“ darstelle, während es im Sunnitentum als Ruchsa, also „als Konzession für die Schwächeren“, gelte.
Das Prinzip der Taqīya wurde bei den Schiiten häufig mit dem Prinzip der Taqwā, „Gottesfurcht“, assoziiert. Taqīya gilt Schiiten auch als das „Gute“, mit dem man laut Koranvers 28:54 Böses abwehrt.

## Etymologie
Der Begriff Taqīya ist eine Sekundärbildung zum VIII. Stamm der Wortwurzel w-q-y, ittaqā „(Gott) fürchten“. Auch der koranische Begriff Taqwā gehört zu dieser Wortfamilie.

## Koranische Grundlagen
Das Wort Taqīya taucht in dieser Form nicht im Koran auf, lediglich an zwei Stellen lassen sich mit Taqīya verwandte Wörter finden. Die nachfolgenden Koranstellen werden stets unter dem Vorbehalt einer Gefahr für das Leben eines Muslims gedeutet.
Wichtigste koranische Grundlage für das Taqīya-Prinzip ist Sure 3:28, wo es heißt:

„Die Gläubigen sollen sich nicht die Ungläubigen anstatt der Gläubigen zu Freunden nehmen. Wer das tut, hat keine Gemeinschaft (mehr) mit Gott. Anders ist es, wenn ihr euch vor ihnen (d. h. den Ungläubigen) wirklich fürchtet (illā an tattaqū minhum tuqāt).“

Eine Freundschaft mit Ungläubigen soll also dann entschuldigt sein, wenn Grund zur Furcht vor ihnen besteht. Von den beiden in diesem Vers verwendeten Wörtern tattaqū („ihr fürchtet Euch“) und tuqāt („fürchtend“) ist der Begriff Taqīya abgeleitet. Auch Sure 49:13, wo es heißt, dass derjenige der vornehmste bei Gott ist, der „der Gottesfürchtigste“ (al-atqā) ist, wurde als eine Empfehlung zur Taqīya gedeutet.
Als eine weitere Rechtfertigung für das Taqīya-Prinzip dient Sure 16:106, in welcher das Wort Taqīya allerdings in keiner Form auftritt:

„Diejenigen, die an Gott nicht glauben, nachdem sie gläubig waren außer wenn einer (äußerlich zum Unglauben) gezwungen wird, während sein Herz (endgültig) im Glauben Ruhe gefunden hat, nein, diejenigen, die (frei und ungezwungen) dem Unglauben in sich Raum geben, über die kommt Gottes Zorn (w. Zorn von Gott) und sie haben (dereinst) eine gewaltige Strafe zu erwarten.“

Hartmut Bobzin übersetzt den Vers folgendermaßen:

„Wer nicht mehr an Gott glaubt, nachdem er gläubig war – außer, wer gezwungen wurde, jedoch im Herzen weiter gläubig ist –, wer aber seine Brust dem Unglauben öffnet, über den kommt Gottes Zorn, und den erwartet harte Strafe.“

Die in der Parenthese stehende Ausnahmebestimmung soll hinsichtlich des Prophetengefährten ʿAmmār ibn Yāsir offenbart worden sein, der gezwungen worden war, Götter zu verehren.
Daneben gilt laut dem schiitischen Gelehrten Hasan as-Saffār auch der in Sure 40:28 erwähnte „gläubige Mann aus dem Geschlecht Pharaos, der seinen Glauben verborgen hielt“ (raǧulun muʾminun min ʾāli firʿauna yaktumu ʾīmānahū), als Vorbild für das Taqīya-Prinzip. Hier wird jedoch das arabische Wort katama mit der Bedeutung „verbergen“ verwendet.

## Taqīya bei Sunniten
Überliefert wird der Fall zweier muslimischer Gefangener des Gegenpropheten Musailima, von denen einer den Märtyrertod wählte, der andere aber sein Leben rettete, indem er vorgab, Musailima zu huldigen. Muhammad soll bei der Nachricht des Todes erklärt haben:

„Der Getötete ist dahingegangen in seiner Gerechtigkeit und seiner Glaubensgewissheit und hat seine Herrlichkeit erlangt; Heil ihm! Dem andern aber hat Gott eine Erleichterung gewährt, keine Züchtigung soll ihn treffen.“

Für Strothmann ist diese Überlieferung ein Beweis, dass bei den Sunniten ein „standhaftes Martyrium“ mehr gilt als Taqīya. Der sunnitische Gläubige ist also nicht verpflichtet, Taqīya auszuüben, falls die zu erwartende Strafe eine „ertragbare“ ist. Als Beispiele nennt Strothmann eine Gefängnisstrafe und eine nicht tödliche Geiselhaft.

## Taqīya in der Geschichte der Schia
Die Notwendigkeit der schiitischen Gruppen, ihren Glauben zu verheimlichen, erklärt sich aus den Verfolgungen durch sunnitische Herrscher, unter denen sie standen. So entwickelten die Schiiten schon früh ihre Doktrin von Taqīya. Der erste Muslim, der nach schiitischer Auffassung Taqīya betrieben hatte, war ʿAlī ibn Abī Tālib. Mit seiner Anerkennung der ersten drei Kalifen, die ihm nach schiitischer Auffassung fälschlicherweise das Amt des Kalifen vorenthielten, habe er Taqīya begangen. Verbreitet wurde diese Ansicht von den Kaisāniten.
Der älteste literarische Beleg für den Begriff Taqīya findet sich in Versen des Dichters Kumait (gest. 743/44), der ein Anhänger der Aliden war und die Umayyaden bekämpfte. In einem Lobgedicht auf die Aliden beklagt er, dass er nur heimlich auf ihrer Bahn wandeln könne und eine andere Gesinnung vortäuschen müsse. Für dieses Verhalten der Verheimlichung verwendet er im selben Gedicht den Ausdruck Taqīya.
Tragende Bedeutung erhielt das Prinzip dann in der Lehre des schiitischen Imams Dschaʿfar as-Sādiq. Er empfahl die Taqīya als Mittel, um der politischen Verfolgung durch die Abbasiden zu entgehen. Ihm wurde allerdings auch vorgeworfen, gegenüber den eigenen Anhängern Taqīya zu üben. Dies rief insbesondere Kritik bei den zaiditischen Schiiten hervor. In der späteren imamitischen Schia erhielt die Taqīya dogmatischen Rang und Pflichtencharakter. Der elfte Imam Hasan al-ʿAskarī wird mit dem Ausspruch zitiert: „Ein Gläubiger, der die Taqīya nicht übt, ist wie ein Gläubiger ohne Kopf.“
In der iranischen Kultur ist die Praxis der Taqīya ein tief verwurzelten Aspekt.

## Rolle in der sunnitisch-schiitischen Auseinandersetzung
Strenge sunnitische Theologen hoben immer wieder hervor, dass es ehrenvoller sei, Qualen zu ertragen, als seinen Glauben zu verleumden.
Unter anderem Muhammad ibn ʿAbd al-Wahhāb erklärt die Schiiten auf Basis der Taqīya, die seiner Meinung nach unislamisch sei, sogar zu Ungläubigen. Die Interpretation des Begriffs atqākum in Sure 49:13 als diejenigen, die am meisten Taqīya betreiben, sei unzulässig. Diese Interpretation sei durch ein Hadith untersagt. Dass Schiiten dennoch Taqīya betrieben, sei demnach ein Beweis von vielen für ihren Unglauben.
Während der Taqrīb-Initiative der al-Azhar, im Rahmen derer sich Sunniten und Schiiten annäherten, warf die sunnitische Opposition dieses Projekts den Schiiten vor, die Initiative nur deswegen zu unterstützen, weil sie in Wahrheit Sunniten zur Schia bekehren wollen und Taqīya betrieben.
Der saudische schiitische Gelehrte Hasan as-Saffār, der 2006 gefragt wurde, ob seine öffentlichen Äußerungen überhaupt ernstzunehmen seien, da er ja als Schiit das Prinzip der Taqīya anwenden könne, äußerte, dass den Schiiten die Anwendung dieses Prinzips von den anderen Muslimen fälschlicherweise vorgeworfen werde. Es sei ein koranisches Konzept, das der Koran und der Islam ganz allgemein lehrten, und mit dem sich alle islamischen Gelehrten auseinandergesetzt hätten, die die betreffenden Koranverse kommentierten. Er berief sich außerdem darauf, dass in Sure 6:119 bereits die Rechtsmaxime angelegt sei, dass man in Zwangslagen Gebote übertreten dürfe.
Der dänische Islamwissenschaftler Jakob Skovgaard-Petersen ist der Ansicht, dass sich die Bedeutung von Taqīya im innerislamischen Kontext verändert hat. Ende des 19. und Anfang des 20. Jahrhunderts erkannten die schiitischen Sekten, dass sie ihre Texte nicht mehr geheim halten konnten. So begann ein Prozess, diese Texte neu zu lesen. Kritiker der daraus entstandenen neuen Positionen innerhalb und außerhalb der Gruppen warfen diesen neuen Bewegungen dann vor, Taqīya zu betreiben. Taqīya wurde nun einer ganzen Gruppe oder ihren Anführern vorgeworfen: ihre Absicht und nicht mehr ihre Identität wird nun angezweifelt.

## Islamfeindlicher Vorwurf
Wie das Beispiel Hasan as-Saffārs deutlich machte, sehen sich schiitische Minderheiten im Nahen Osten mit Verweis auf Taqīya noch immer schnell der Lüge bezichtigt. Jakob Skovgaard-Petersen schreibt deshalb, dass dieser Vorwurf in Europa nun auf einmal auf die Sunniten zurückkommt: Denn Islamfeinde werfen Muslimen oft vor, stets zu lügen.
Dies konstituiert für Skovgaard-Petersen eine Strategie, mit welcher das islamfeindliche Milieu Muslime außerhalb des demokratischen Dialogs stellt und in Anspruch nimmt, erklären zu können, was die wahre Absicht von Muslimen sei. Damit würden Islamfeinde die Stimmen von Muslimen in einer demokratischen Gesellschaft ersticken und die Macht über Muslime an sich reißen. Denn der Vorwurf von Taqīya zeuge davon, dass überhaupt kein Interesse besteht, Muslime anzuhören.
Skovgaard-Petersen betont, dass ein individueller Politiker eine „geheime Agenda“ haben könne oder selektiv ist in dem, was er sagt. Das Prinzip von Taqīya aber in diesem Kontext anzuwenden, sei falsch. Er ruft deshalb dazu auf, im Namen der Demokratie gegen diejenigen vorzugehen, die Muslimen die Stimme nehmen und behaupten, sie könnten an ihrer Stelle sprechen.
Der Orientalist Stefan Jakob Wimmer betont, dass Muslime nur in äußersten Notsituationen ihren Glauben verheimlichen dürfen. Als Beispiel führt er die Reconquista auf, im Zuge derer Muslime unter Zwang das Christentum annahmen, Schweinefleisch aßen oder – wenn überhaupt – im Geheimen ihre Rituale durchführten, um ihr Leben zu retten. Taqīya ist laut Wimmer also keine Strategie, um Andersgläubige hinters Licht zu führen, damit beispielsweise der Islam verbreitet wird. Dieser Vorwurf des islamfeindlichen Milieus sei falsch.
Wimmer sieht in dem Vorwurf der Taqīya gegen Muslime eine Parallele zum Antisemitismus. Auch im 19. Jahrhundert haben sich Antisemiten „als aufrechte Verteidiger des christlichen Abendlandes“ dargestellt und Lüge als jüdischen Wesenszug definiert. Auf dieselbe Strategie würden nun Islamfeinde zurückgreifen: Da ihrer Meinung nach der Islam in Deutschland keinen Platz habe, werfen sie jedem Muslim, der dem widerspricht oder den Islam nicht extremistisch auslebt, vor, Taqīya zu betreiben. Die Tatsache, dass diese gezielte Fehlinterpretation von Taqīya Einzug in die Mehrheitsgesellschaft hält, alarmiert Wimmer. Eine demokratische Gesellschaft müsse sich gegen die „Diffamierung“ einer religiösen Minderheit genauso wehren, wie sie sich gegen fundamentalistische Feinde wehrt.